# Kharsia
Kharsia è una suddivisione dell'India, classificata come nagar panchayat, di 17.387 abitanti, situata nel distretto di Raigarh, nello stato federato del Chhattisgarh. In base al numero di abitanti la città rientra nella classe IV (da 10.000 a 19.999 persone).

## Geografia fisica
La città è situata a 21° 58' 0 N e 83° 7' 0 E e ha un'altitudine di 244 m s.l.m..

## Società

### Evoluzione demografica
Al censimento del 2001 la popolazione di Kharsia assommava a 17.387 persone, delle quali 8.883 maschi e 8.504 femmine. I bambini di età inferiore o uguale ai sei anni assommavano a 2.360, dei quali 1.244 maschi e 1.116 femmine. Infine, coloro che erano in grado di saper almeno leggere e scrivere erano 12.359, dei quali 6.997 maschi e 5.362 femmine.